# 凱馬赫山
47°18′46″N 11°21′59″E / 47.31273°N 11.366465°E

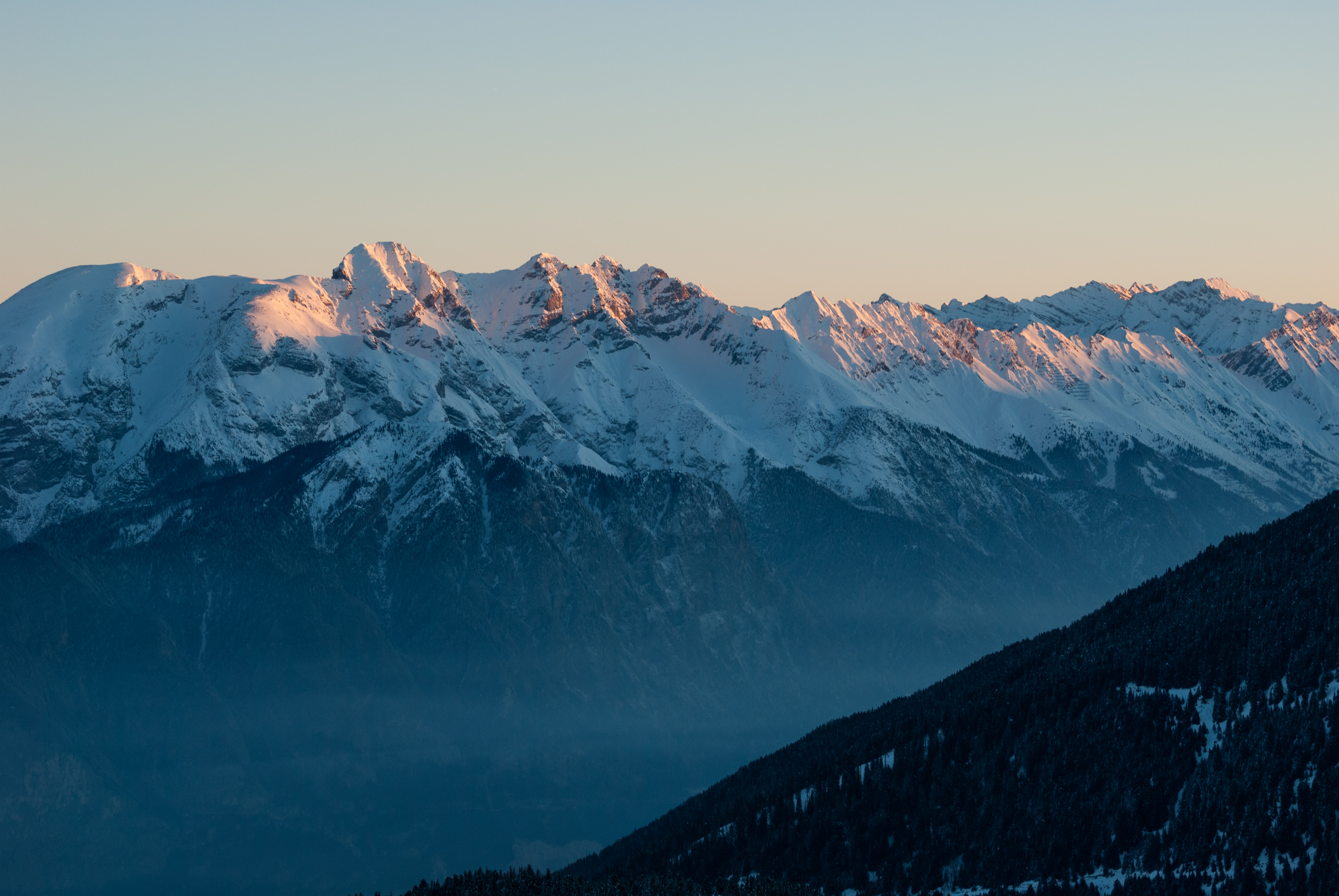
凱馬赫山

凱馬赫山（德語：Kemacher），是奧地利的山峰，位於該國西部，由蒂羅爾州負責管轄，屬於卡爾文德爾山脈的一部分，海拔高度2,480米，每年平均降雨量1,666毫米。